# 콜트 아나콘다
콜트 아나콘다(Colt Anaconda)는 .44 스페셜, .44 매그넘, .45 콜트탄을 사용하는 더블액션식 리볼버권총이다. 콜트 제조회사가 제조하였다.

## 변형
- 콜트 코디악